# إيفاندورو كيمارايس
إيفاندورو كيمارايس هو مدرب كرة قدم ولاعب كرة قدم برازيلي، ولد في 30 يوليو 1973 في إيتابونا في البرازيل.